# Овідіополь
Ові́діополь (1421—1758 роки — Чорногород, 1758—1795 — Хаджидере) — селище в Україні, в Одеському районі Одеської області. Адміністративний центр Овідіопольської селищної громади, а до 25 жовтня 2020 р. — Овідіопольського району.

## Етимологія назви

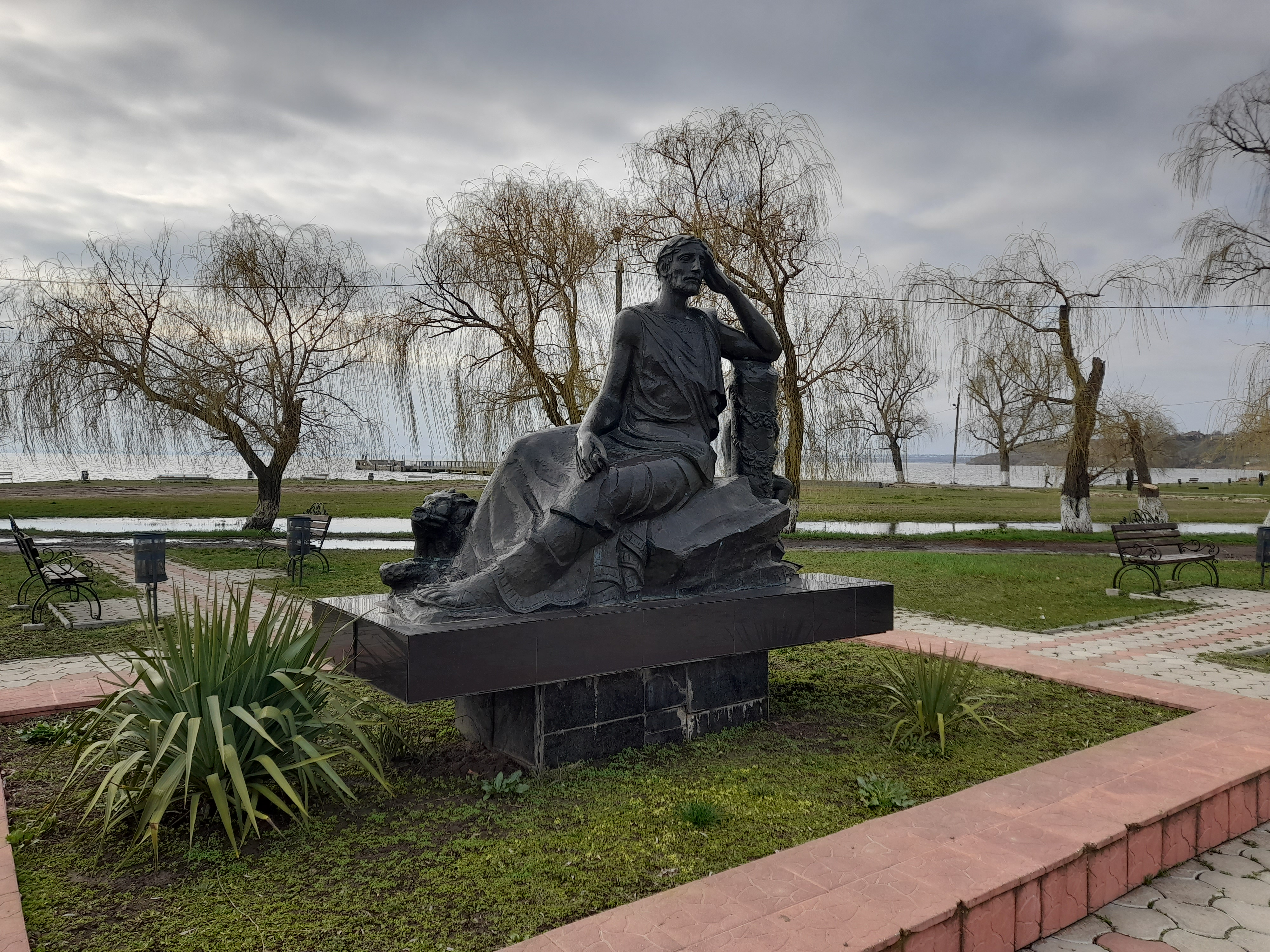
Пам'ятник Овідію

Російська імператриця Катерина II своїм указом 1795 року перейменувала місто Хаджидере в Овідіополь на честь римського поета Публія Овідія Назона. Тоді вважали, що саме в цій місцевості він перебував у засланні. Оскільки Овідій, на відміну від поетів старшого покоління Вергілія і Горація, не підтримував заходів римського імператора Августа (63 р. до н. е.-14 р. н. е.) і його поезія не була рупором для проповідування ідеології нового режиму, імовірно тому його й відправили у заслання. Російська імператриця впровадила назву в рамках свого «Грецького проєкту».

## Географія

### Розташування
Розташоване на східному березі Дністровського лиману. Одним з основних географічних переваг, а звідси й перевагою виробничо-економічного характеру регіону є насичена транспортна інфраструктура.

### Клімат
Клімат — помірно-континентальний з недостатнім зволоженням, короткою зимою та довгим спекотним літом. Узимку переважає нестала похмура погода з частими, але не довгими похолоданнями. Сніговий покрив нестійкий. Тривалість зими в середньому — 72 дні. Літо довге, спекотне, часто посушливе. Пересічна температура січня — 2°С, липня +22,2°С. Середня річна кількість опадів 387 мм. У ґрунтовому покриві переважають чорноземи південні малогумусні і слабогумусовані.

## Історія
На території, де тепер Овідіополь, люди жили з давніх часів. Тут виявлено залишки 6 стародавніх поселень. Два з них існували в скіфські часи (IV—III століття до н. е.), два — в сарматські часи (II століття до н. е. — III століття н. е.). На двох останніх знайдено рештки черняхівської культури (III—V століття н. е.).
В XVI столітті на місці сучасного Овідіополя виникло місто-фортеця Чорногрод, заснована Василем Красним.
Пізніше на місці Чорногрода, виникло кримське поселення Хаджидер. Було поселенням одного з буджацьких родів, що мешкали в Бессарабії і випасали отари овець на лівому березі р. Дністер. В роки російсько-турецької війни 1768—1774 поселення зруйноване 11.07.1770 запорозькими козаками. Станом на 1784 рік татарське поселення і порт, де мешкали також вірмени і молдовани.
По закінченні російсько-турецької війни 1787—1791 біля колишнього поселення Хаджидер було закладено невелику земляну фортецю і адміралтейство. Місце під майбутню фортецю обирав бригадир Б. Б. Леццано, направлений відповідно рескрипту Катерини II від 22.03.1792 р. до Дністровського лиману на 30 човнах з полком гренадерів. Будував фортецю інженер-капітан Є. Х. Ферстер під керівництвом і за проєктом інженер-полковника Франца де Волана. Аджидерська, разом з Середньою (Тираспольською) і Хаджибейською фортецями стала форпостом на новому кордоні з Османською імперією, а також проміжним складом вантажів, що надходили Дністром до Хаджибея (Одеса).
Під час будівництва фортеці знайшли стародавнє поховання. Знайдений в ньому кістяк приписали римському поету Публію Овідію Назону, який останні роки життя провів на березі Чорного моря, в стародавніх Томах (теперішня Констанца в Румунії). 27 січня 1795 р., за указом російської імператриці Катерини II фортеця і місто були перейменовані на Овідіополь.
Днем народження Овідіополя вважається 15 червня 1793 р., з моменту закладення фортеці.
Під час організованого радянською владою Голодомору 1932—1933 років померло щонайменше 202 жителі селища.
За спогадами місцевих, селище відвідував, Роман Йосипович Шухевич, під час свого відпочинку на Чорному морі 1948, що на той час був у розшуку НКВС.

## Політика

### Парламентські вибори, 2019
На позачергових парламентських виборах 2019 року у селищі функціонували 5 окремих виборчих дільниць № 510678–510681, 511445.
Результати
- зареєстровано 9345 виборців, явка 46,65 %, найбільше голосів віддано за «Слугу народу» — 61,21 %, за «Опозиційну платформу — За життя» — 14,71 %, за Всеукраїнське об'єднання «Батьківщина» — 4,59 %.[6] В одномандатному окрузі найбільше голосів отримав Сергій Колебошин (Слуга народу) — 62,70 %, за Василя Гуляєва (самовисування) — 15,27 %, за Василя Бокоча (самовисування) — 6,08 %[7].

## Демографія
У 1795 р. тут жило 266 осіб. Це були здебільшого міщани та купці, переважна більшість займалися землеробством, скотарством, рибальством. У 1857 р. тут проживало 3463 осіб.1859 року у заштатному місті Одеського повіту Херсонської губернії мешкало 4234 особи (2232 осіб чоловічої статі та 2002 — жіночої), налічувалось 610 дворових господарств, існувала православна церква, єврейська молитовна школа, приходське училище, поштова станція, завод. У 1897 р. — 4074 особи. У 1967 р. тут мешкало 7000 осіб. У 1980 р. тут проживало 9,9 тисячі жителів. У 2001 р. — 11 818 осіб.

### Мовний склад
Рідна мова населення за даними перепису 1897 року:
| Мова       | Чисельність, осіб | Доля     |
| ---------- | ----------------- | -------- |
| Українська | 2 785             | 53,69 %  |
| Російська  | 1 997             | 38,50 %  |
| Їдиш       | 387               | 7,46 %   |
| Інші       | 18                | 0,35 %   |
| Разом      | 5 187             | 100,00 % |

### Мова
Розподіл населення за рідною мовою за даними перепису 2001 року:
| Мова            | Кількість | Відсоток |
| --------------- | --------- | -------- |
| українська      | 9834      | 83.21 %  |
| російська       | 1720      | 14.55 %  |
| вірменська      | 89        | 0.75 %   |
| болгарська      | 80        | 0.68 %   |
| румунська       | 50        | 0.42 %   |
| білоруська      | 17        | 0.14 %   |
| гагаузька       | 3         | 0.03 %   |
| польська        | 2         | 0.02 %   |
| інші/не вказали | 23        | 0.20 %   |
| Усього          | 11818     | 100 %    |

## Влада
Голова Овідіопольскої селищної ради — Савельєва Лідія Іванівна.
Заступник голови — Ліхенко Ігор Станіславович.

## Економіка

### Промисловість
У 2003 р. почав працювати цілодобово Овідіопольський консервний завод, потужність якого — 8 мільйонів банок на рік, а також — тепличний комплекс. З кожним роком зростає продуктивність, збільшується кількість робочих місць, яких на сьогодні 180. Основне виробництво заводу — томатна паста. З 2005 р. завод почав експорт своєї продукції в Європу, Америку, Росію. Його керівництво робить вагомий внесок у розвиток селища.
Овідіопольський винзавод, побудований в 1925—1927 рр. У період існування СРСР винзавод був сировинною базою для великих виробників вина.
Тут розливають традиційно відомі марки вин: «Каберне», «Мерло», «Ізабелла», «Кагор». Ексклюзивними винами є напівсолодкі вина: «Овідіополь біле» і «Овідіополь червоне», сухе вино «Червона Рута», розроблені і запатентовані виноробами Овідіопольського винзаводу. Розливається також ряд десертних вин: «Ізабелла», «Лідія», «Сонце в бокалі», «Мускат Таврійський», а також сувенірна продукція: «Кагор», «Каберне», «Мускат Таврійський». Овідіопольські винороби дотримуються старих технологій — розливають «живі» вина, тобто не використовують ароматизатори, консерванти, стабілізатори, а також пастеризацію.

### Заробітна плата
На 01. 01.2003 рік середньомісячна платня становить 401, 82 грн. на одного штатного працівника. Щоправда, диференціація між середньою платнею працівників соціальної та виробничої сфери (205—281 грн.) і сфери послуг (895, 5 грн.), досить-таки відчутна.

### Туризм
Сьогодні Овідіополь став центром нового єдиного туристичного комплексу. Оскільки це місто — стародавні ворота на шляху «із варяг у греки», то запропонована Овідіопольською райадміністрацією ідея відродження античного стилю у вигляді міста є спуск на воду, у День міста 15 червня, легендарної галери «Персей» та відтворення стилізованої давньогрецької пристані.
Уже 3,5 тис. років тому стародавні елліни стали гостями для наших предків, залишивши на згадку про себе найпростіші технології будівництва невеликих, але стійких галер-однодеревок. Секрет греків полягав у будівництві судна без єдиного цвяха, імовірно, з одного стовбура дерева.
Сьогодні прогулянку по морях і океанах у подібних галерах можна віднести до екстремальних якщо не видів спорту, то розваг. У травні 2002 р. ентузіасти Центру дослідження історії мореплавства почали реконструювали чергове давньогрецьке судно — галеру «Персей».
Команда ентузіастів-однодумців, на чолі з І. К. Мельником, зберегла всю технологію будівництва древніх суден. Використовуючи 100-200-літні стовбури дуба і канадського тополя діаметром 1,2 м (дерева більшого діаметра знаходяться під охороною держави), відтворили точну копію «Персея».
Подібна акція стала можливою завдяки особистій підтримці голови Овідіопольської райадміністрації В. В. Левчука і фірм Овідіопольського району. У проєкті передбачається відкриття в Овідіополі Центру древніх копій. Тому не дивно, що порт приписки «Персея» — Овідіополь. А в своє перше плавання галера вирушила до м. Тіру (Білгород-Дністровський). Офіційно галера спущена на воду 15 червня 2002 р. — в день міста Овідіополя.

## Транспорт

### Залізниця
Станція Овідіополь — спеціалізується на вантажних перевезеннях.
На пасажирський поїзд до Одеси, Ізмаїла або Києва можна сісти за декілька кілометрів від Овідіополя на станції Барабой.

### Автобус
Через селище проходить автомобільний шлях Одеса-Рені.

## Архітектура

### Пам'ятники та скульптури
- В Овідіополі є пам'ятник Овідію, скульптора Миколи Миколайовича Степанова (берег Дністровського лиману).
- Пам'ятник земляку Герою Радянського Союзу П. М. Вертелецькому
- Пам'ятник земляку Радянського Союзу П. М. Вертелецькому (вул. Лесі Українки, 104)
- Братська могила 80 воїнів, загиблих при звільненні селища у квітні 1944 р.

### Будівлі
- Історико-меморіальний будинок, (Овідіопольська ЗОШ № 2; вул. Лесі Українки, 111) в якому з 1930 по 1934 рік вчився Герой Радянського союзу Петро Михайлович Вертелецький (меморіальна дошка 1974 р.).
- Церква Св. Миколая Чудотворця в Овідіополі (вул. Портова, 4) збудована в 1823 р. Відомо, що ще в турецькі часи тут існував соборний православний храм Миколи Чудотворця. Після заснування Овідіополя і споруди гавані, була побудована нова Миколаївська церква поряд з портом, але незабаром вона згоріла. Нинішній храм Св. Миколая Чудотворця в стилі класицизму споруджений на тому ж місці. При ньому діяло православне товариство порятунку на водах. Останніми роками проведена реставрація.

## Спорт

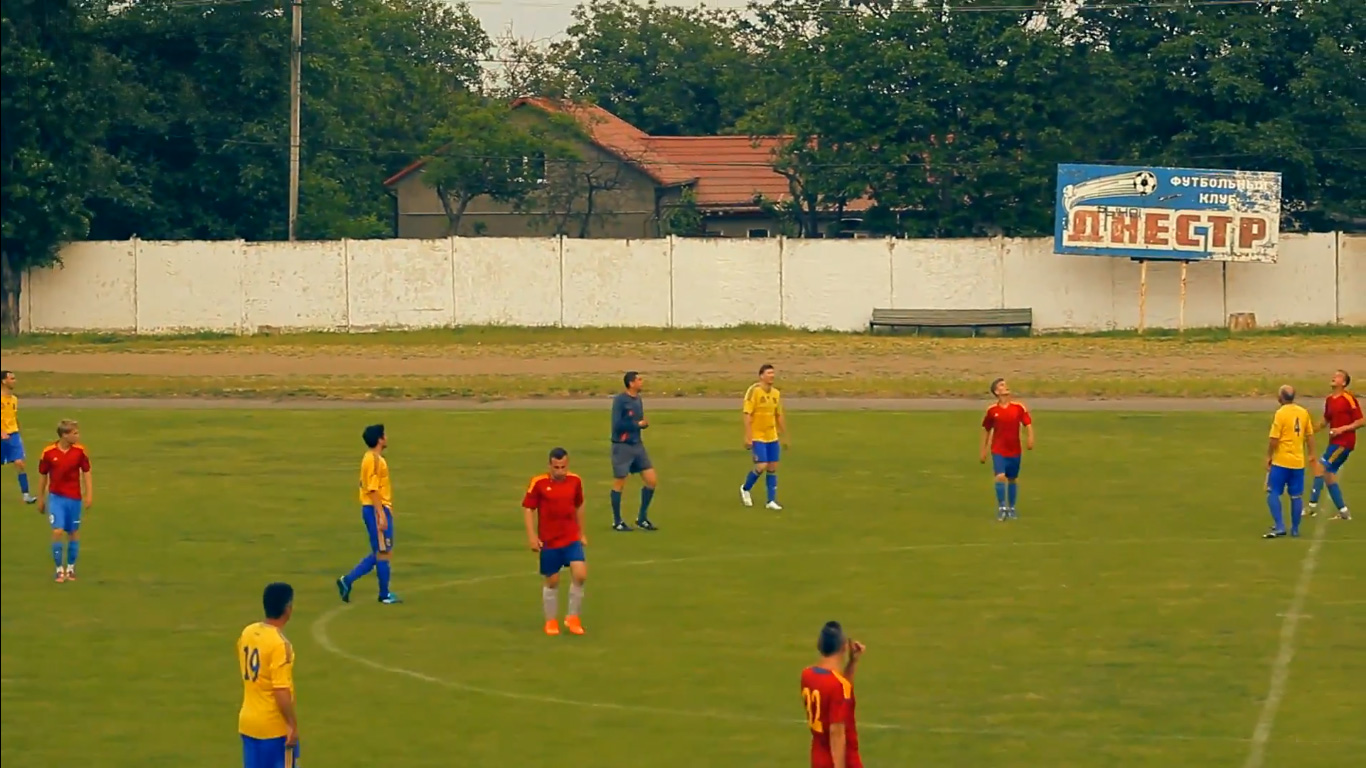
Стадіон «Дністер» імені Віктора Дукова

Не останнє місце в житті займає і спорт. Приїжджав сюди чемпіон світу з шахів Анатолій Карпов. Він же і відкривав районний шахово-шашковий клуб. Волейболістки з Овідіополя свого часу були чемпіонками області. Саме в Овідіополі починала спортивний шлях Тетяна Макарець — олімпійська чемпіонка з гандболу. Неодноразово в Овідіополі проводився турнір з гандболу на приз Тетяни Макарець. Завжди на провідних ролях у першості області була і футбольна дружина селища. Нині овідіопольська команда виступає в другій лізі чемпіонату України з футболу.
Овідіопольська ДЮСШ № 1 (директор О. Т. Усінов) культивує 10 видів спорту: баскетбол, важка атлетика, волейбол, дзюдо, гандбол, кульову стрільбу, карате, самбо, таїландський бокс, художня гімнастика. Щороку Овідіопольська ДЮСШ № 1   займає І місце з огляду-конкурсу на найкращу організацію навчально-тренувальної, спортивної та виховної роботи Овідіопольської ДЮСШ № 1 за навчальний рік, як у загальному заліку так і з видів спорту. Кожен рік спортсмени школи займають почесні місця на чемпіонатах світу та Європи з єдиноборств  в різних вікових та вагових категоріях, а саме: чемпіонат Європи з самбо  2013 р.(м. Лімасол Кіпр) — І м; чемпіонат Європи з самбо 2013 р.(м. Рига Латвія)– II м; всеукраїнський турнір з дзюдо серед молоді на призи ЗМСУ, призера Олімпійських ігор в Сіднеї Р. О. Машуренко (м. Луцьк  2014 р.) — І м; чемпіонат світу з карате (м. Бергамо Італія 2013 р.) І місць — 6, II місць — 5, ІІІ місць — 3; чемпіонат світу  з годзю-рю карате (м. Трієст, Італія 2015 р.) — І місць-2, II місць- 4; чемпіонат світу з самбо (м. Рига, Латвія 2015 р.)- II місце. Тільки за 2015 рік спортсмени відділень виконали  нормативи на присвоєння спортивного звання та розрядів: 2 — «Майстра спорту України міжнародного класу», 3 — «Майстра спорту України»,  10 — «Кандидатів у майстри спорту України» з видів спорту; 8 спортсменів входять до складу національної збірної команди України з культивованих видів спорту.
Овідіопольська ДЮСШ № 2 (директор Ю. М. Трамбач) є центром розвитку футболу. Збірні команди звідси виступають у першості України серед дитячо-юнацьких команд першості Одеської області, де теж здобувають призові місця.
Примножує славу Овідіополя футбольний клуб «Дністер». Неабиякий внесок у його розвиток до професійного рівня зробив В. І. Дуков. Команда є постійним учасником першості Одеської області і не раз ставала її чемпіоном.
8 вересня 2004 р. відкрився Палац спорту ім. Дукова. В урочистостях узяв участь Прем'єр-міністр України В. Ф. Янукович, голова Одеської обласної державної адміністрації С. Р. Гриневецький, олімпійські чемпіони Тетяна Макарець-Кочергіна, Микола Мінчев, Юрій Білоног, Ігор Разорьонов.

## Освіта та наука
Перша початкова школа відкрилась в Овідіополі у 1802 р. У ній навчались 153 учні, працювали два вчителі. У 1888 р. відкрилась друга, церковнопарафіяльна школа, а наступного року ще одна початкова школа на 63 учні, яких навчав один учитель. Згодом, у 1899 р., відкрилась початкова школа для дівчат. Тут навчалось 62 учениці. Нарешті, в 1907 р. в Овідіополі відкрили чотирикласне училище, де викладало 5 учителів і навчалось 68 учнів. Попри таку досить розгалужену мережу навчальних закладів, стан з освітою залишався незадовільним, бо більшість учнів не закінчувала школи.
У 1934 р. була створена Овідіопольська машинно-тракторна станція. МТС готувала висококваліфікованих механізаторів. У 1940 р. ці курси закінчило близько 30 чоловік.
1 вересня 1944 р. відкриті три початкові й одна середня школи, а в 1947—1948 навчальному році для дітей з віддалених сіл при середній школі відкрили інтернат — гуртожиток на 40 чоловік. З 1955—1956 навчального року в Овідіополі почала працювати школа робітничої і сільської молоді.
У 1962 р. тут нараховувалось шість загальноосвітніх шкіл.
На 1980 р. тут Сільське професійне технічне училище, п'ять загальноосвітніх шкіл і музична школа.
В Овідіополі працює комп'ютерна компанія «АІСТ», яка активно займається меценатством. Тут вже давно безкоштовно проходять початковий комп'ютерний курс підготовки, дівчата і хлопці різного віку загальноосвітньої школи № 2. Вчителі мають можливість завантажити необхідну інформацію, щоб урізноманітнити викладання матеріалу на уроках.

## Цікаві та маловідомі факти і події
В Овідіополі побували відомі письменники та поети. Серед них можна назвати Валентина Катаєва. Та ще століттям раніше, в 1843 р. в Овідіополь приїжджав відомий польський прозаїк Ю. І. Крашевський, який залишив запис про Овідіополь в книзі спогадів про подорож.

## Відомі уродженці
- Вертелецький Петро Михайлович — Герой Радянського Союзу, командир кулеметного розрахунку 1-й кулеметної роти 140-го гвардійського стрілецького полку.
- Кушко Леонтій Семенович — механізатор, Герой Соціалістичної Праці.
- О. Т. Вовченко, М. П. Лазаренко — колгоспниці, Герої Соціалістичної Праці.
- Недін Лариса Миколаївна — українська акторка, театральна педагогиня, письменниця, журналістка, громадська діячка. Заслужена артистка України, Член Національної спілки театральних діячів України та Творчої спілки «Асоціація діячів естрадного мистецтва України».
- Гінкулов Яків Данилович[ru] — молдавський педагог, філолог, діяч просвітницького руху Бессарабії.
- Дуков Віктор Іванович — радянський і український громадсько-політичний діяч, голова Овідіопольської райдержадміністрації.
- Колісниченко Євген Анатолійович (1988—2014) — старший матрос Державної прикордонної служби України, учасник російсько-української війни.
- Кочергіна-Макарець Тетяна Іванівна (до шлюбу Макарець) — українська гандболістка, дворазова олімпійська чемпіонка в складі збірної СРСР з гандболу.
- Котовський Григорій — перший голова Овідіопольського військового комісаріату.
- Кудрявцев Всеволод Вікторович[ru] — Герой Соціалістичної Праці.
- Мігурін Віталій Дмитрович (1962—2015) — солдат Збройних сил України, учасник російсько-української війни[11].
- Беркович Марк Юхимович (1903— 1982) — історик, доцент.
- В Овідіополі побували відомі письменники та поети: Валентин Катаєв, а пізніше Євген Дудар. Часто приїжджає до Овідіополя і сучасний одеський поет Станіслав Стриженюк.
- В місті народилась у 1994 році переможниця конкурсу «Міс Україна Всесвіт 2018» Жосан Каріна.
- Василькевич Віталій та Василькевич Валентин — представники кіно та телеіндустрії (СТБ, Інтер, 1+1 та ICTV).[12]

## Персоналії
- Солтик Тамара Григорівна — завідувачка підрозділу Овідіопольського районного відділу лабораторних досліджень, заслужений лікар України[13]

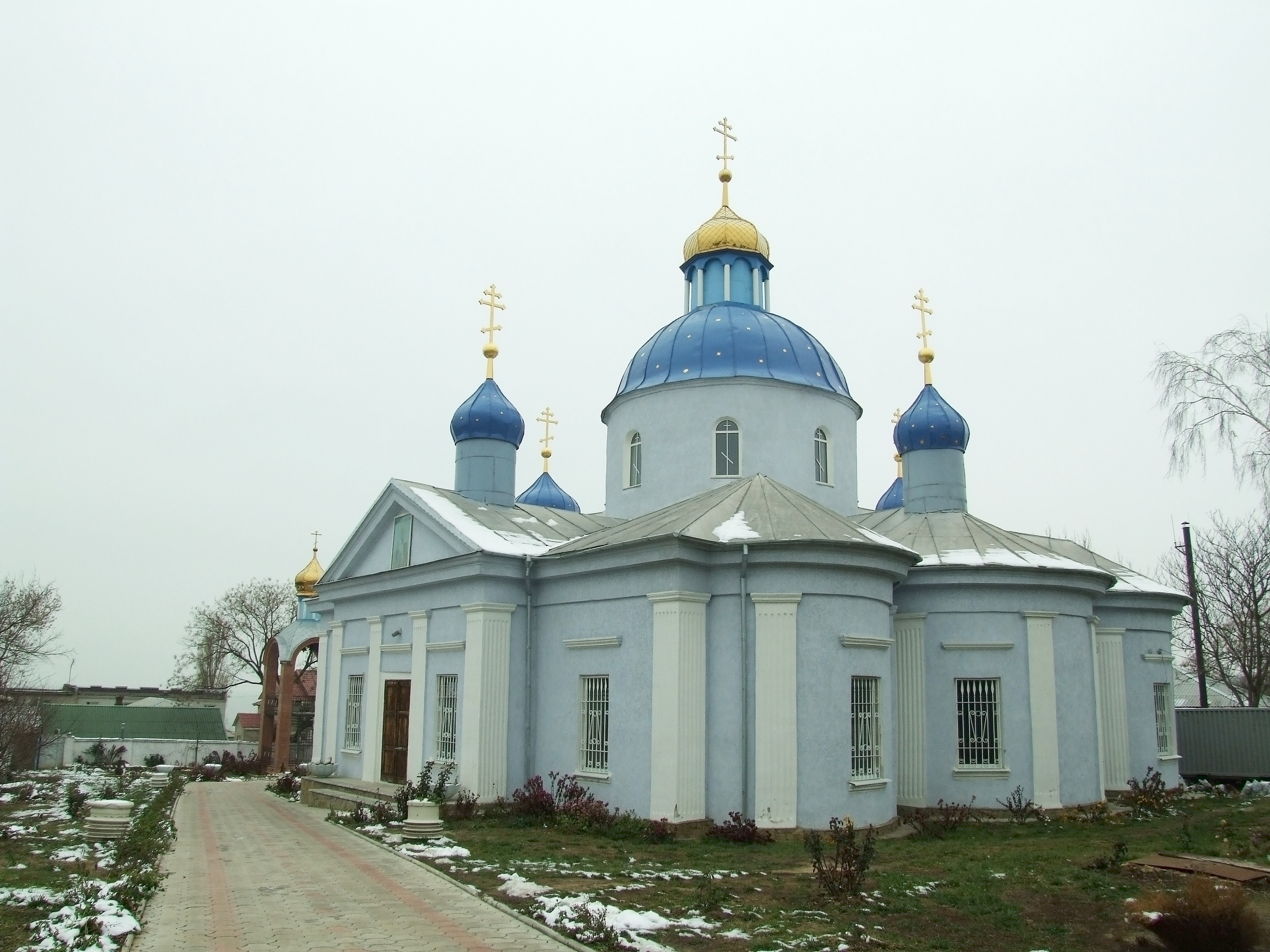
Церква святого Миколи Чудотворця
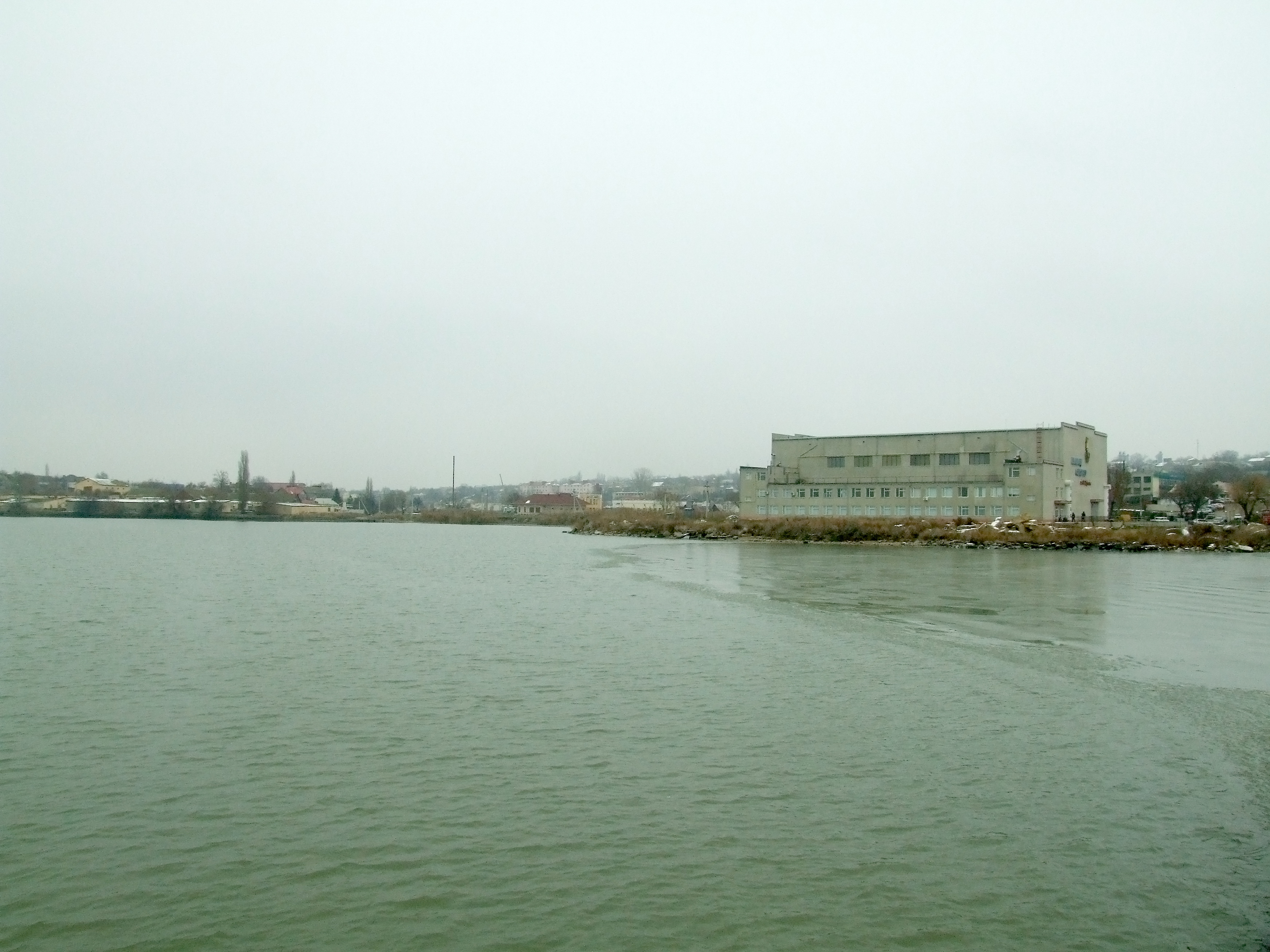
Вид Овідіополя з пірсу
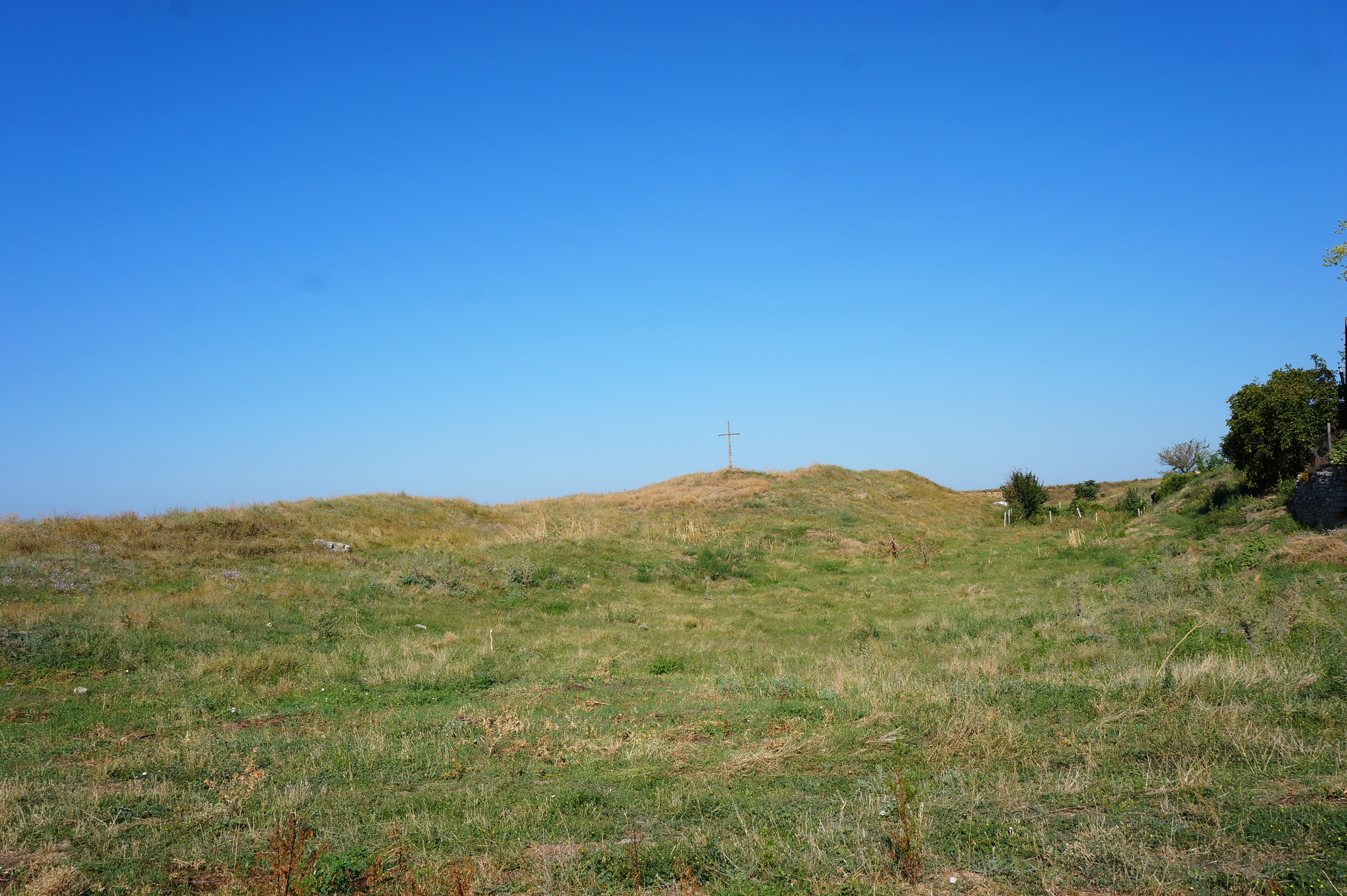
Розкопки Аджидерської фортеці
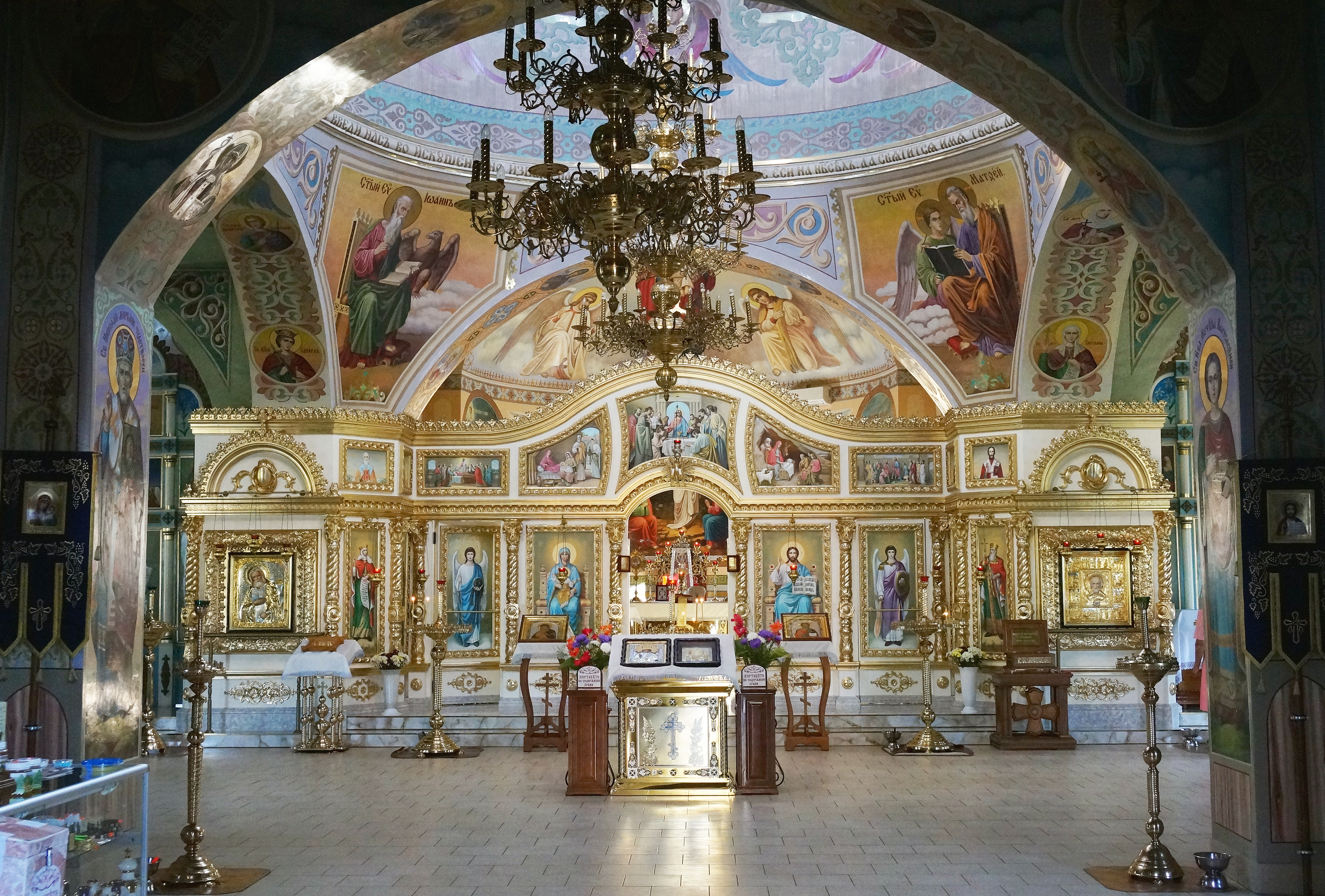
Церква Миколи Угодника
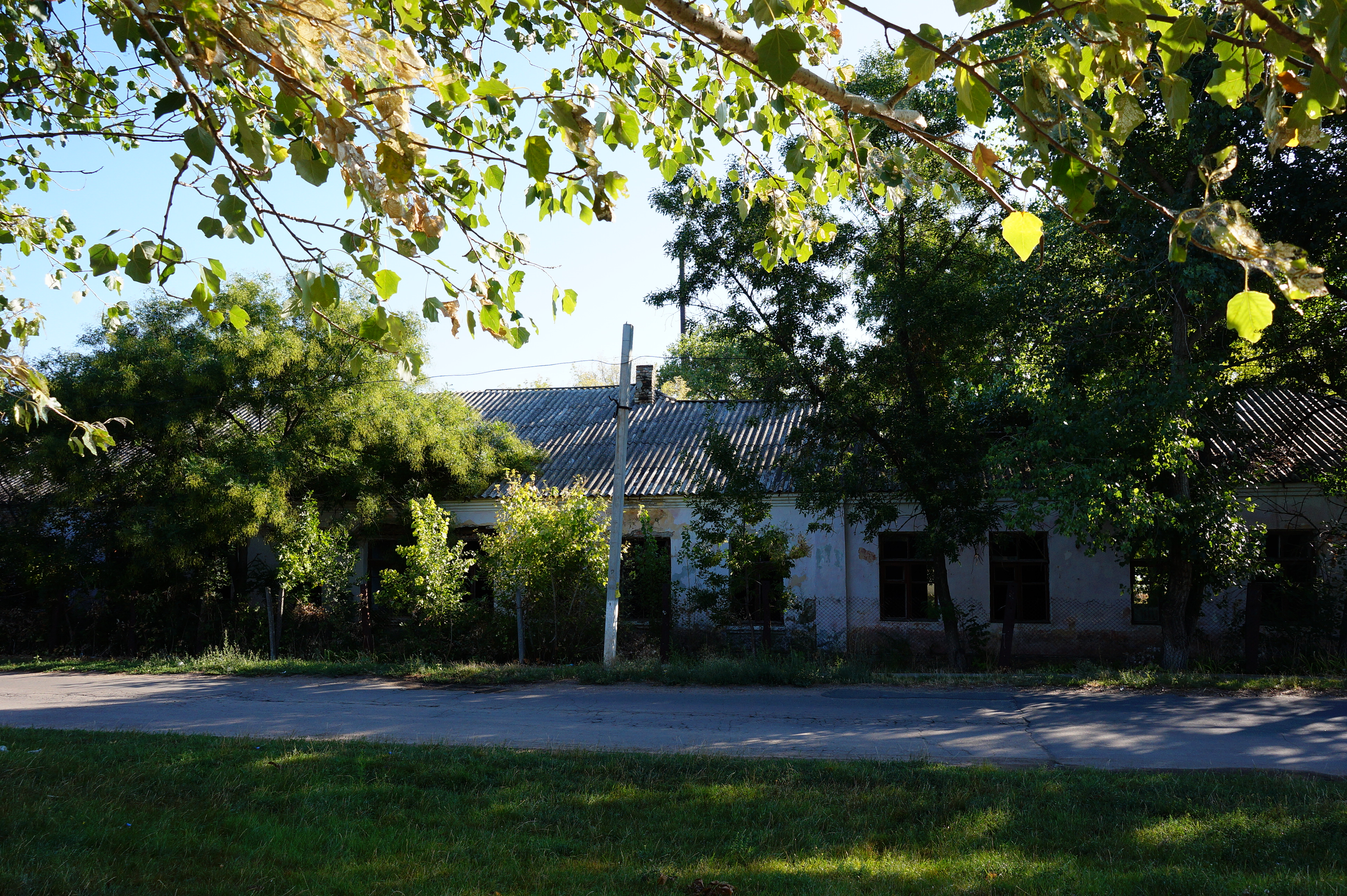
Історико-меморіальний будинок, вул. Лесі Українки, 140
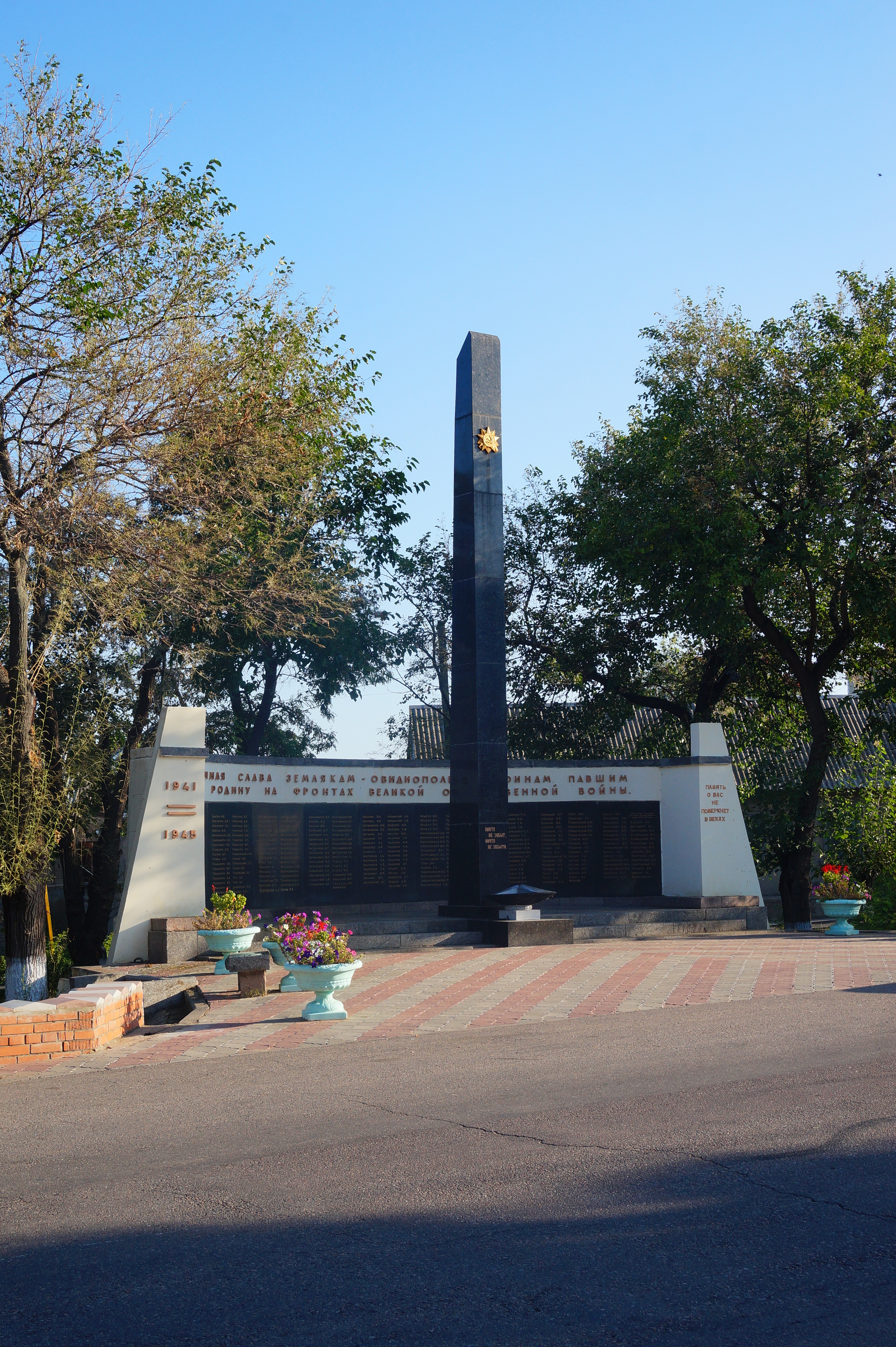
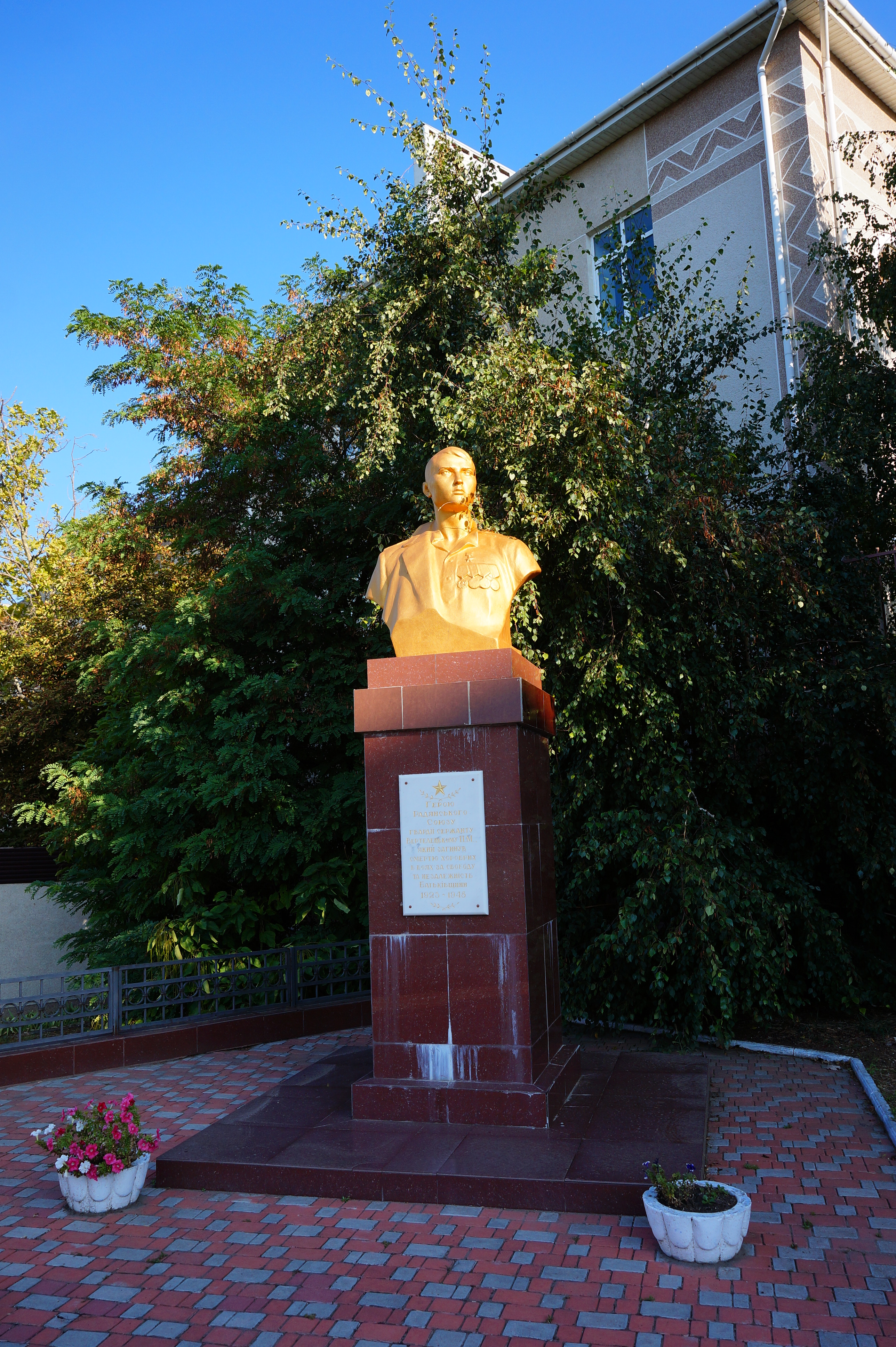